# Kibbeh

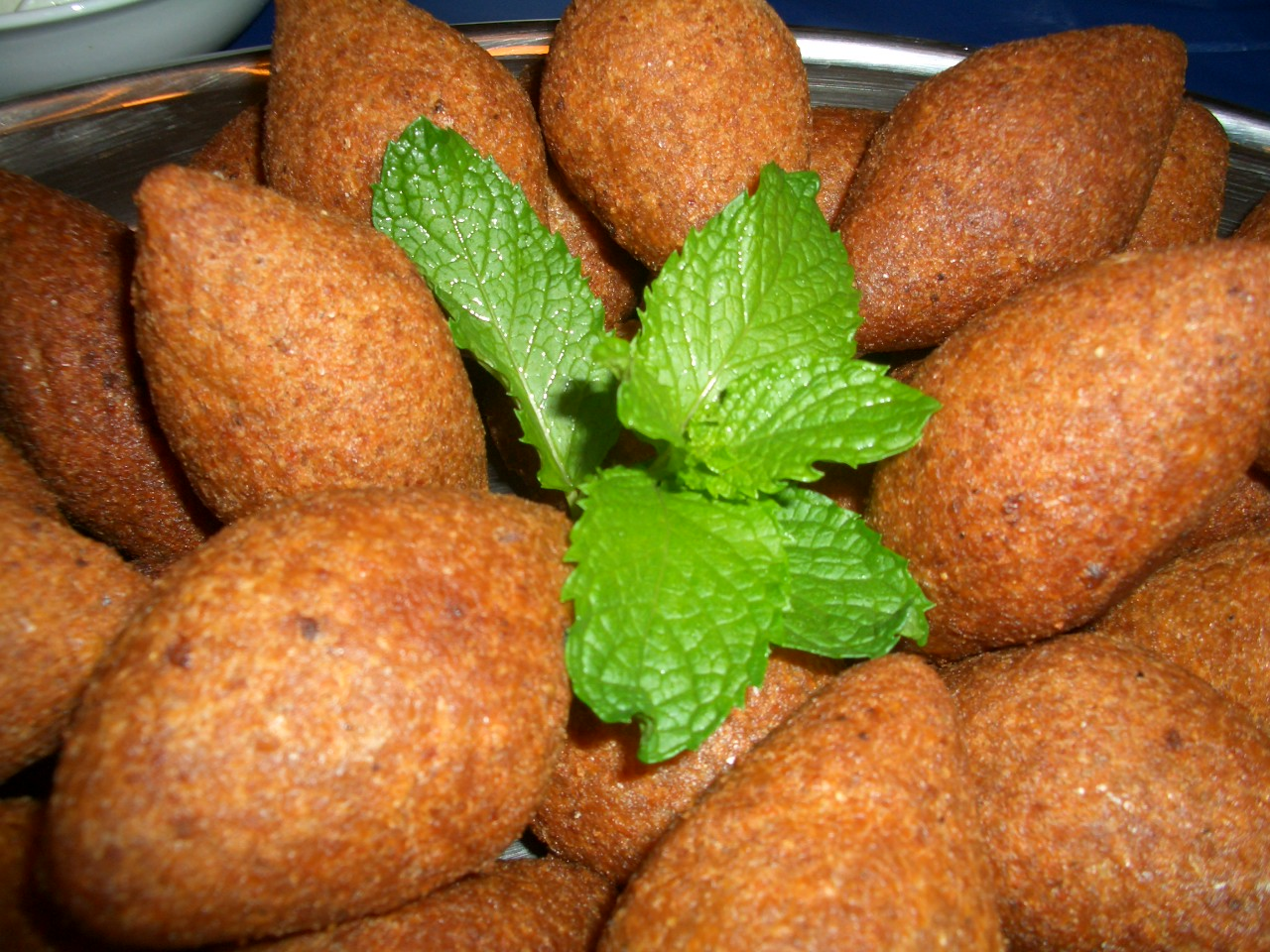
Stekt kibbeh raas med färsk mynta.

Kibbeh, kibbe, kebbé (med fler varianter som kubbeh, kubbah, kubbi) (uttal varierar över regionen) (arabiska: كبة; hebreiska: קובה) är maträtt från Levanten baserad på bulgur, hackad lök, och mald köttfärs på nötkött, lamm, get eller kamel med kryddning från Mellanöstern (kanel, muskotnöt, kryddnejlika och kryddpeppar). Den mest spridda varianten är en torpedformad stekt krokett med fyllning av nötfärs eller lammfärs med lök och sauterade pinjenötter.
Andra slags kibbeh kan formas till bollar eller avlånga varianter, och antingen bakas, kokas i buljong eller serveras råa. Kibbeh anses vara nationalrätt i många länder i Mellanöstern.

## Spridning
Kibbeh är en populär rätt i Mellanöstern och Nordafrika. Inom dessa regioner finner vi rätten i Armenien (ltsonvats kololak),  Jordanien, och Egypten  (kubbeh, kebbah, or koubeiba), Irak, Iran, Libanon, Syrien, Israel,, Palestina, Cypern (koupa, plural koupes), den Arabiska halvön, Turkiet (içli köfte eller bulgur koftesi).
Rätten tillagas även i Latinamerika dit många flyktingar från Levanten kom under 1800- och tidigt 1900-tal, bland andra till Argentina, Brasilien, Colombia, Kuba,  Dominikanska republiken, Ecuador, Haiti, Honduras och Mexiko.

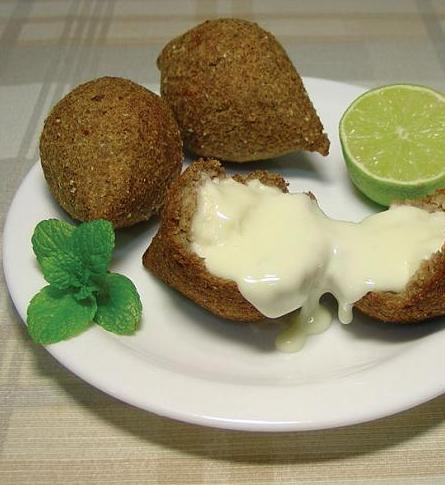
Brasilianska quibe/kibe, fyllda med requeijão, det från Portugal stammande mellantinget av ricotta och färskost. I brasilianska kibbeh, används till skillnad från traditionella recept carne moída (bokstavligen "malt (rött) kött", gjort på nötkött). Andra mindre vanliga varianter innehåller tahini, carne de soja (sojaprotein) seitan (en japansk köttersättningsprodukt) eller tofu som fyllning.

## Etymologi
Ordet kommer från arabiskans kubbah eller kibbeh, vilket betder "boll".  Andra namn på maträtten kommer bland annat från persiska ordet کوفته kofteh (se köfte).